# Cercospora scandens
Cercospora scandens är en svampart som beskrevs av Sacc. & G. Winter 1883. Cercospora scandens ingår i släktet Cercospora och familjen Mycosphaerellaceae.   Inga underarter finns listade i Catalogue of Life.